# الضربات الإيرانية على إسرائيل (أكتوبر 2024)
عملية الوعد الصادق 2 (بالفارسية: عملیات وعده صادق ۲)، هو هجوم صاروخي أطلقته إيران في الأول من أكتوبر عام 2024 بأكثر من 250 صاروخًا تجاه إسرائيل، وأُطلقت صفارات الإنذار في جميع أنحاء البلاد، ووردت أنباء عن وقوع انفجارات في سماء تل أبيب والقدس. وقالت إيران إنَّ الهجوم كان ردًّا على اغتيال حسن نصر الله وقادة كبار آخرين في غارة جوية دمرت مقارهم تحت الأرض في بيروت، واغتيال إسماعيل هنية وعباس نيلفروشان.

## الخلفية
يعود جذور الصراع الإيراني الإسرائيلي، إلى حين انتصار الثورة الإسلامية في إيران عام 1979، حيث أعلنت إيران عدائها لإسرائيل، واعتبرتها محتلة للأراضي الفلسطينية، كما دعمت حركة حماس بالمال والسلاح، وقدمت تدريبًا عسكريًّا لأعضائها، كما دعمت أيضًا بقية الفصائل الفلسطينية المقاومة، ومنها حركة الجهاد الإسلامي، وحركة الصابرين حصن، واتُهِمت إيران بمساعدة حزب الله أثناء حربه مع إسرائيل عام 2006. في 7 أكتوبر 2023 شنت فصائل المقاومة الفلسطينية وعلى رأسهم حماس هجومًا كبيرًا على منطقة غلاف غزة. ردت إسرائيل بشن هجوم بري وجوي مستمر، راح ضحيته أكثر من 41 ألف فلسطيني، و96 ألف مصاب، و10 آلاف مفقود، جراء العدوان الإسرائيلي على غزة.
في حين أعلن حزب الله اللبناني المدعوم إيرانيًا في 8 أكتوبر 2023 دخوله المعركة رسميًا كجبهة إسناد للمقاومة الفلسطينية، مما أدى إلى نزوح نحو 230 ألف مستوطن إسرائيلي من شمال فلسطين المحتلة. اتهم جيش الاحتلال الإسرائيلي إيران بأنها أصدرت أوامر للفصائل الموالية لها في اليمن والعراق ولبنان بشن هجمات على إسرائيل.

#### الضربات المتبادلة في أبريل
في 1 أبريل 2024 أغار الطيران الحربي الإسرائيلي على مبنى بالقنصلية الإيرانية في سوريا، مما أدى لسقوط 16 شخصًا، من بينهم محمد رضا زاهدي، القائد الإيراني الكبير في فيلق القدس، في حين توعد علي الخامنئي إسرائيل بالرد قائلًا: «النظام الشرير سيُعاقب على أيدي رجالنا الشجعان، وسنجعلهم يندمون على هذه الجريمة وغيرها من الجرائم الأخرى».
وفي ليل 13 أبريل 2024 شنت إيران هجومًا محدودًا على إسرائيل، بعددٍ من المسيرات والصواريخ ليعتبر أول رد عسكري مباشر ينطلق مباشرة من الأراضي الإيرانية، منذ حرب الوكالة. أطلقت إيران خلال الهجوم ما بين 350 صاروخًا وطائرة حسب بعض التقديرات الأمريكية والإسرائيلية. كان الهدف من الهجوم، هو استهداف قاعدة رامون وقاعدة نفاطيم بالإضافة إلى قاعدة حرمون، ونُشرت صور أقمار صناعية لقاعدة نفاطيم الجوية تظهر أضرارًا في المباني والمدرجات وحظائر الطائرات. ادعى الجيش الإسرائيلي إسقاط أغلب الصواريخ بنسبة 99%، وعدم دخول أي مسيرة المجال الجوي لإسرائيل، وذكر الجيش إصابة نفاطيم بأضرار طيفية جراء الهجوم. نُشر تحليل إسرائيلي على صحيفة معاريف، وجاء فيه أن الاعتراض جرى بنسبة 84% فقط، وذكر إصابة واحدة بمبنى في محيط مفاعل ديمونا النووي، ورجح المحلل أيضًا تضرر قاعدتيّ نفاطيم ورامون العسكريتين، وذكر التقرير إصابة منطقة جبل الشيخ «حرمون» بطائرة مسيرة خلافًا للرواية الإسرائيلية، وذكرت الصحيفة أن التحليل جرى وفق صور الأقمار الصناعية.
وردًا على الهجوم الإيراني، شنت إسرائيل سلسلة من الضربات الانتقامية في فجر 19 أبريل 2024 عبر مسيرات صغيرة، استهدفت قاعدة جوية عسكرية في مدينة أصفهان، وأظهرت صور الأقمار الصناعية إصابة جزء مهم من «نظام الدفاع الجوي الروسي الصنع إس-300»، في حين نفت إيران وقوع أي هجوم خارجي عليها، وذكرت أنها أسقطت بعض الطائرات المسيرة.

#### اغتيال إسماعيل هنية وحسن نصر الله
في 31 يوليو 2024، قامت إسرائيل باغتيال إسماعيل هنية رئيس المكتب السياسي لحركة حماس، بمقر إقامته في العاصمة الإيرانية طهران، بعدما كان في زيارةٍ لها للمشاركة في مراسم تنصيب الرئيس الإيراني الجديد مسعود بزشكيان، وقتل إلى جانب هنية، حارسه الشخصي وسيم أبو شعبان. أدان ناصر كنعاني المتحدث باسم وزارة الخارجية الإيرانية هذا الاغتيال وقال: «إن دم هنية لن يذهب هباء»، وتوعد محسن رضائي القائد السابق للحرس الثوري الإيراني، إسرائيل بأنها «ستدفع ثمنًا باهظًا» إثر عملية الاغتيال، كما توعد المرشد الأعلى لإيران علي الخامنئي أيضًا بإنزال أشد العقاب على إسرائيل، وذكرت صحيفة نيويورك تايمز نقلًا عن عدد من المسؤولين الإيرانيين أن الخامنئي أمر بشن ضربات مباشرة ضد إسرائيل ردًا على الاغتيال، وأكد الحرس الثوري الإيراني بتاريخ 20 أغسطس 2024 أن الرد الإيراني على الاغتيال قادم، وأضاف بأنه «قد يطول لكنه سيكون مفاجئًا». كما ذكرت وكالة الأنباء الإيرانية عن رئيس مكتب علي الخامنئي بتاريخ 20 سبتمبر 2024 قوله بأن الرد الإيراني على اغتيال هنية سيأتي قريبًا.
في 27 سبتمبر 2024، اغتِيلَ الأمين العام لحزب الله حسن نصر الله، إثر غارة جوية إسرائيلية على الضاحية الجنوبية في بيروت، ومعه علي كركي قائد الجبهة الجنوبية في حزب الله، والجنرال الإيراني عباس نیلفروشان نائب قائد عمليات الحرس الثوري. صرح وزير الخارجية الإيرانية، عباس عراقجي بأن اغتيال الجنرال نیلفروشان لن يمر من دون رد، وأكد محمد جواد ظريف، بأن إيران سترد على عملية اغتيال حسن نصر الله في الوقت المناسب، في حين قال المرشد الإيراني علي خامنئي في بيان تعزية نصر الله، بأن «صولات جبهة المقاومة ستكون أكثر سحقًا على جسد الكيان الصهيوني الهزيل».
وفي الساعات التي سبقت الهجمات، حذرت الولايات المتحدة من هجوم إيراني محتمل، فيما قال مسؤول أمريكي لرويترز أن: «أي هجوم عسكري مباشر على إسرائيل من جانب إيران من شأنه أن يخلف عواقب وخيمة على طهران».

## الضربات
وفقًا للجيش الإسرائيلي، أطلقت إيران حوالي 200 صاروخ في موجتين على الأقل، وشملت مواقع الإطلاق الإيرانية تبريز وكاشان وأطراف طهران. ووفقًا لمسؤول إيراني كبير، فإن الأمر بإطلاق الصواريخ على إسرائيل جاء من المرشد الأعلى الإيراني آية الله علي خامنئي، تم بث إعلان إيران عن مسؤوليتها عن الهجوم على التلفزيون الرسمي، وكان البيان يتضمن تحذيرًا من أنه كان مجرد «موجة أولى»، دون مزيد من التفصيل، استخدمت إيران صواريخ فتاح-1 في ضرباتها، وفقًا لتحليل أجرته صحيفة نيويورك تايمز.
استخدمت إيران صواريخ باليسيتية وفرط صوتية خلال هجومها، وبسبب هذا عبرت الصواريخ المسافة بين إيران وإسرائيل خلال أقل من ربع ساعة، وسمح هذا للغالبية العظمى من الصواريخ بتخطي دفاعات إسرائيل وحلفائها. نشرت العديد من الفيديوهات التي تثبت سقوط عشرات الصواريخ الإيرانية على إسرائيل، أظهرت الفيديوهات سقوط عشرات الصواريخ على قاعدة نيفاطيم، واظهرت فيديوهات اخرى سقوط العديد من الصواريخ الإيرانية في عدة مدن إسرائيلية، وأظهرت فيديوهات أخرى سقوط عدة صواريخ على قاعدة تل نوف، وفيديوهات أخرى لمواقع وقواعد عسكرية إسرائيلية أخرى، أظهر فيديو سقوط صاروخ إيراني على قاعدة نتساريم الإسرائيلية قرب قطاع غزة، يبنما قالت وسائل أعلام فلسطينية سقوط 5 صواريخ على مواقع عسكرية إسرائيلية في نتساريم، وأظهر فيديو أخر سقوط صاروخ إيراني بشكل مباشر على مبنى في تل أبيب. أظهر فيديو أخر حجم الأضرار الكبيرة التي أصابت مدرسة جراء الضربة. وفي وقت لاحق أقر الجيش الإسرائيلي، باستهداف إيران قاعدتي سلاح الجو "نيفاتيم" و"تل نوف" في هجومها الصاروخي.

## ردود الأفعال
وفي رد فوري على الهجوم، وأغلقت كل من إسرائيل والعراق والأردن ولبنان مجالاتها الجوية، وتوقفت في مطار بن غوريون الدولي قرب تل أبيب. ذكرت إسرائيل أن مجلس الوزراء الأمني الخاص بها كان يجتمع في مخبأ في القدس. ودعا رئيس قبرص نيكوس خريستودوليدس إلى عقد جلسة استثنائية لمجلس الأمن القومي لمناقشة التطورات الجارية وتفعيل خطة "استيا" من أجل إخراج الرعايا الأجانب من لبنان وإسرائيل عند الطلب.

### إيران
حسب الحرس الثوري الإيراني، هددت إيران بتنفيذ «هجمات ساحقة» إذا ردت إسرائيل، وقال مسؤول إيراني إن «خامنئي يقيم في مكان آمن».
علقت إيران جميع الرحلات الجوية في مطار طهران الدولي في أعقاب الهجمات الصاروخية، مما دفع إلى التهديد الفوري بالرد، وقد أكد رئيس المطار تعليق الرحلات الجوية، وفقًا لوسائل الإعلام الإيرانية.

### إسرائيل
صرح رئيس الوزراء بنيامين نتنياهو بأن إيران ارتكبت "خطأً فادحًا" وأن «إسرائيل ستهاجم أعداءها في أي مكان في الشرق الأوسط»، فيما صرح رئيس أركان جيش الاحتلال الإسرائيلي هرتسي هليفي قائلاً: "سوف نختار متى نطالب بالثمن، ونثبت قدراتنا الهجومية الدقيقة والمفاجئة، وفقًا لتوجيهات القيادة السياسية".

### فلسطين
- حركة حماس: أشادت وباركت حركة حماس الضربات الإيرانية التي وصفتها بـ«البطولية»، واعتبرت الرد «رسالة قويّة للعدو الصهيوني وحكومته الفاشية»، وأضافت «نسجّل اعتزازنا بالإخوة في الجمهورية الإسلامية في إيران، وتقديرنا لوقوفهم في وجه الغطرسة الصهيونية المنفلتة، وانحيازهم إلى قيم العدالة ومظلومية شعبنا الفلسطيني، والشعب اللبناني ومصالح الأمَّة العليا المتمثّلة بإنهاء الاحتلال وردع العدو الصهيوني الفاشي»، كما دعت حماس شعوب العالم والأمة العربية والإسلامية بالوقف في صف واحد لمواجهة وإيقاف جرائم إسرائيل.[75][76]
  -  كتائب القسام: أشاد المتحدث الرسمي باسم كتائب القسام، أبو عبيدة بالرد الإيراني قائلًا: «نبارك الردّ الإيراني الذي طال كامل جغرافيا فلسطين المحتلة ووجه ضربةً قويةً للاحتلال المجرم الذي ظن أن عربدته في المنطقة وعدوانه على شعوبها يمكن أن يمر دون عقاب»، كما اعتبر «هذا يومٌ استثنائي في تاريخ الصراع تقاطعت فيه نيران مقاومي الأمة في سماء فلسطين، وتعرّضت فيه (تل أبيب) لضربات المجاهدين من اليمن ولبنان وفلسطين وإيران».[77]
- حركة الجهاد الإسلامي: باركت الرد الإيراني، وأضافت الحركة بأن هذا «بعض ما يستحق هذا الكيان المجرم الذي تغطرس وتجبر وبغى في الأرض، وأنه السبيل الوحيد لردعه بعد أن صمت العالم أجمع على جرائمه»، ودعت الحركة جميع الأمة العربية والإسلامية أن تتحرك في نصرة الشعبين الفلسطيني واللبناني في وجه «الطغيان الأميركي».[77]
- فتح الانتفاضة: أشادت وباركت الرد الإيراني، وقالت: «نشيد بهذا الرد الإيراني المبارك، الذي يأتي في لحظات فخر واعتزاز وكرامة، لقد شكل هذا الرد منعطفًا تاريخيًا في سياق الصراع مع الكيان الصهيوني الغاصب»، واعتبرت الحركة الرد طبيعيًا ومستحقًا كردٍ على «الجرائم الصهيونية»، وعلى اغتيال هنية ونصر الله والقادة الآخرين؛ وأضافت أنه «جاء أيضًا ردًا على حرب الإبادة التي يمارسها الاحتلال بحق شعبنا في غزة، واستهداف المدنيين في لبنان وسوريا».[78]
- لجان المقاومة الشعبية: باركت في بيان لها الرد الإيراني، وأضافت أن الضربة الإيرانية «هي جزء من القصاص العادل الذي يجب جبايته من المجرمين الصهاينة وداعميهم من الإدارة الأمريكية المجرمة وأن محور المقاومة حاضر وثابت ودخل مرحلة جديدة للثأر للشهداء القادة والمدنيين العزل».[79]
- حركة الأحرار الفلسطينية: باركت الرد الإيراني وأكدت «أن مهاجمة العدو هي الطريقة الأنجع لردع ولجم الاحتلال عن جرائمه وعربدته في المنطقة»، كما توجهت بالشكر إلى إيران على الرد.[80][81]

### الولايات المتحدة
في الساعات التي سبقت الهجمات، حذرت الولايات المتحدة من هجوم إيراني محتمل، وقال مسؤول أمريكي لرويترز «إن الهجوم العسكري المباشر من إيران ضد إسرائيل سوف يخلف عواقب وخيمة على إيران». وفي مؤتمر صحفي، صرح مستشار الأمن القومي جيك سوليفان: "ستكون هناك عواقب وخيمة لهذا الهجوم وسنعمل مع إسرائيل لجعل هذا هو الحال". ودعا المتحدث باسم وزارة الخارجية الأميركية ماثيو ميلر كل دول العالم لانضمامإ إلى الولايات المتحدة في إدانة"«الهجوم» وأضاف أن "هذا الحدث لا علاقة له بسيادة إيران، بل يتعلق بحقيقة مفادها أن عدداً من ما أسماها المنظمات الإرهابية التي أنشأتها إيران لسنوات كوسيلة لتقويض دولة إسرائيل ومهاجمتها قد ضعفت أولاً على مدى الأشهر القليلة الماضية ثم مؤخراً على مدى الأسابيع القليلة الماضية. وللحد الذي قُتل فيه أي مسؤول إيراني في الأيام القليلة الماضية في لبنان أو في سوريا، كان السبب في ذلك هو اجتماعه مع زعماء إرهابيين".

### دوليًا
- المملكة المتحدة: أدان رئيس الوزراء البريطاني كير ستارمر ما أسماه «عدوان إيران على إسرائيل» ومحاولات إيران "لإيذاء الإسرائيليين الأبرياء"، قائلاً إن المملكة المتحدة تقف إلى جانب إسرائيل وتعترف "بحقها في الدفاع عن النفس".[86]
- أستراليا: أدان رئيس الوزراء أنتوني ألبانيز الهجوم ووصفه بأنه "تصعيد خطير".[87]
- الاتحاد الأوروبي: أدان منسق الشؤون الخارجية جوزيب بوريل الهجوم وقال إن الاتحاد الأوروبي ملتزم بحماية أمن إسرائيل.[88][89]
- الأرجنتين: أدانت الحكومة ما وصفته الهجوم "الخطير وغير المبرر" ضد إسرائيل، وأكدت أن إسرائيل لها "الحق في الدفاع المشروع".[89]
- فرنسا: أدان الرئيس إيمانويل ماكرون بشدة الهجوم، وقال أن الجيش الفرنسي "ملتزم بأمن إسرائيل" وأن الموارد العسكرية في الشرق الأوسط تم حشدها لمواجهة "التهديد الإيراني".[90]
- ألمانيا: أدانت وزيرة الخارجية أنالينا بيربوك الضربات الإيرانية "بأشد العبارات الممكنة" ودعت إلى وقف الهجمات على الفور، وأضافت أن إيران "تدفع المنطقة إلى حافة الهاوية".[91]
- اليابان: أدان رئيس الوزراء شيجيرو إيشيبا الهجوم ووصفه بأنه "غير مقبول" وسعى إلى خفض التصعيد من خلال وسائل أخرى.[92]
- الأمم المتحدة: أصدر الأمين العام للأمم المتحدة أنطونيو غوتيريش بيانًا يدين "توسع الصراع في الشرق الأوسط"، رغم أنه لم يذكر إيران على وجه التحديد.[93] ورغم وردًا على ذلك، أعلن وزير الخارجية الإسرائيلي يسرائيل كاتس أن «غوتيريش سيُمنع من دخول البلاد بسبب فشله في إدانة الهجوم الصاروخي الإيراني».[94]

#### بالعربية
1. ↑  {{استشهاد بويب |عنوان="Gazan buried as only known victim of Iranian barrage against Israel" |مسار=https://www.reuters.com/world/middle-east/gazan-buried-only-known-victim-iranian-barrage-against-israel-2024-10-02/%7C ناشر=Reuters | تاريخ = 2 October 2024
2. ↑  "عملیات وعده صادق ۲ نمایش اقتدار جمهوری اسلامی ایران بود". ایسنا (بالفارسية). 2 أكتوبر 2024. مؤرشف من الأصل في 2024-10-03. اطلع عليه بتاريخ 2024-10-02.
3. ↑  "إيران تثأر... وإسرائيل تتوعدها بـ«عواقب»". مؤرشف من الأصل في 2024-10-01. اطلع عليه بتاريخ 2024-10-01.
4. ↑  Walters, Joanna; Lowe, Yohannes; Belam, Martin; Yerushalmy, Jonathan; Lowe, Joanna Walters (now); Yohannes; Yerushalmy (earlier), Jonathan (1 Oct 2024). "Israel says Iran missile attack appears to be over and threatens retaliation – Middle East crisis live". the Guardian (بالإنجليزية البريطانية). ISSN:0261-3077. Archived from the original on 2024-10-01. Retrieved 2024-10-01.{{استشهاد بخبر}}:  صيانة الاستشهاد: أسماء متعددة: قائمة المؤلفين (link)
5. ↑  "Iran launches missile attack against Israel". Al Jazeera (بالإنجليزية). 1 Oct 2024. Archived from the original on 2024-10-01. Retrieved 2024-10-01.
6. ↑  ""عشرة الفجر" في إيران: ثورة مع فلسطين.. ومن أجلها". قناة الميادين. 4 فبراير 2023. مؤرشف من الأصل في 2024-05-25.
7. ↑  "توافق أم تبعية؟.. محطات تاريخ طهران وحماس منذ 1994". سكاي نيوز عربية. 27 ديسمبر 2023. مؤرشف من الأصل في 2024-04-17.
8. ↑  "تشييع عسكري: دوافع التمويل الإيراني لحركة الصابرين في غزة". المنتدى العربي لتحليل السياسات الإيرانية. 6 أغسطس 2018. مؤرشف من الأصل في 2024-04-21.
9. ↑  "إيران تضخ سنويا أموالا طائلة لحركة الجهاد الإسلامي". صحيفة العرب. 12 أغسطس 2022. مؤرشف من الأصل في 2024-04-18.
10. ↑  "أكثر من 5000 صاروخ وقذيفة.. الضيف يعلن إطلاق عملية "طوفان الأقصى"". قناة الميادين. 7 أكتوبر 2023. مؤرشف من الأصل في 2024-09-25.
11. ↑  "عام من العدوان على غزة.. تدمير وتجويع وتهجير". قناة الجزيرة. 10 يناير 2024. مؤرشف من الأصل في 2024-10-01.
12. ↑  "«حزب الله» يدخل على خط حرب «طوفان القدس»". الشرق الأوسط. 8 أكتوبر 2023. مؤرشف من الأصل في 2023-10-14.
13. ↑  ""وول ستريت جورنال": ضربات حزب الله تُجبر نحو 230 ألف مستوطن على النزوح من الشمال". الميادين. 30 ديسمبر 2023. مؤرشف من الأصل في 2023-12-31.
14. ↑  "إسرائيل تتهم إيران بالوقوف وراء الهجمات عليها". سكاي نيوز عربية. 25 أكتوبر 2023. مؤرشف من الأصل في 2024-05-23.
15. ↑  "ارتفاع حصيلة قتلى الضربة على القنصلية الإيرانية في دمشق إلى 16". صحيفة الشرق الأوسط. 3 أبريل 2024. مؤرشف من الأصل في 2024-08-23.
16. ↑  "أول تعليق من خامنئي بعد الهجوم على قنصلية إيران بدمشق.. وارتفاع عدد القتلى". سي إن إن. 2 أبريل 2024. مؤرشف من الأصل في 2024-10-01.
17. ↑  ""الوعد الصادق".. أول هجوم عسكري إيراني مباشر على إسرائيل". قناة الجزيرة. 14 أبريل 2024. مؤرشف من الأصل في 2024-09-24.
18. ↑  "خامنئي: "الوعد الصادق" حققت نجاحات وأظهرت قوة إيران". قناة الجزيرة. 21 أبريل 2024. مؤرشف من الأصل في 2024-08-02.
19. ↑  "المزيد عن أضرار الضربة الإيرانية: إصابات مُحقّقة في 3 قواعد اسرائيلية ومفاعل ديمونة". موقع العهد الإخباري. 18 أبريل 2024. مؤرشف من الأصل في 2024-10-02.
20. ↑  "صور أقمار صناعية ملتقطة لقاعدة نيفاتيم الجوية بجنوب إسرائيل بعد تعرضها لقصف ايراني". النشرة. 15 أبريل 2024. مؤرشف من الأصل في 2024-04-18.
21. ↑  "إسرائيل تؤكد اعتراض "99 بالمئة" من المسيّرات والصواريخ الإيرانية". قناة الحرة. 14 أبريل 2024. مؤرشف من الأصل في 2024-05-22.
22. ↑  ""مفاعل ديمونا تعرض لإصابة".."معاريف" تقدم رواية جديدة للهجوم الإيراني وتحليلات لصور الأقمار الصناعية". آر تي. 18 أبريل 2024. مؤرشف من الأصل في 2024-05-27.
23. ↑  ""معاريف": ادعاءات "الجيش" الإسرائيلي لا تتطابق مع حجم الضرر الحقيقي من رد إيران". قناة الميادين. 17 أبريل 2024. مؤرشف من الأصل في 2024-09-24.
24. ↑  "جديد عن ضربة أصفهان.. إسرائيل بحثت استهداف طهران". قناة العربية. 22 أبريل 2024. مؤرشف من الأصل في 2024-10-05.
25. ↑  "حماس تعلن مقتل زعيمها السياسي إسماعيل هنية في إيران". قناة الحرة. 31 يوليو 2024. مؤرشف من الأصل في 2024-08-04.
26. ↑  "تعرف على المرافق الذي استشهد مع هنية.. من وسيم جمال أبو شعبان؟". قناة الجزيرة. 1 أغسطس 2024. مؤرشف من الأصل في 2024-08-17.
27. ↑  "إيران: دم هنية لن يذهب هباء.. اغتياله مقامرة خطيرة". قناة العربية. 31 يوليو 2024. مؤرشف من الأصل في 2024-07-31.
28. ↑  "قائد سابق للحرس الثوري الإيراني "إسرائيل ستدفع ثمنا باهظا" لاغتيال هنية". سويس إنفو. 31 يوليو 2024. مؤرشف من الأصل في 2024-10-05.
29. ↑  "إيران تشيِّع هنية وتتوعد بالانتقام من إسرائيل والأخيرة تحذر". DW عربية. 1 أغسطس 2024. مؤرشف من الأصل في 2024-09-26.
30. ↑  "نيويورك تايمز: خامنئي أمر الإيرانيين بضرب إسرائيل بشكل مباشر". سكاي نيوز عربية. 31 يوليو 2024. مؤرشف من الأصل في 2024-09-21.
31. ↑  "الحرس الثوري: انتظار الرد على إسرائيل قد يطول". قناة الجزيرة. 20 أغسطس 2024. مؤرشف من الأصل في 2024-09-11.
32. ↑  "الحرس الثوري: رد طهران على إسرائيل قد يطول". قناة العربية. 20 أغسطس 2024. مؤرشف من الأصل في 2024-10-05.
33. ↑  "رئيس مكتب المرشد الأعلى الإيراني: الرد على اغتيال إسرائيل لهنية قريب". آر تي. 20 سبتمبر 2024. مؤرشف من الأصل في 2024-09-21.
34. ↑  "حزب الله ينعى أمينه العام حسن نصر الله". قناة الجزيرة. 28 سبتمبر 2024. مؤرشف من الأصل في 2024-10-02.
35. ↑  "من هو الرجل الثاني في الحرس الثوري الإيراني الذي قتل مع نصرالله؟". قناة الحرة. 28 سبتمبر 2024. مؤرشف من الأصل في 2024-09-30.
36. ↑  "إيران توعدت بالثأر له.. من هو رجل الحرس الثوري الثاني الذي قُتل مع نصرالله؟". قناة العربية. مؤرشف من الأصل في 2024-09-30. اطلع عليه بتاريخ 2024-09-29.
37. ↑  "ظريف: إيران سترد على استشهاد السيد نصر الله في الوقت المناسب". وكالة مهر الإيرانية. 29 سبتمبر 2024. مؤرشف من الأصل في 2024-10-01.
38. ↑  "قائد الثورة: صولات جبهة المقاومة ستكون اكثر سحقا على جسد الكيان الصهيوني الهزيل". نورنیوز. 29 سبتمبر 2024. مؤرشف من الأصل في 2024-10-05.
39. ↑  "ماذا نعرف عن الهجوم الإيراني المحتمل على إسرائيل؟". سكاي نيوز عربية. 1 أكتوبر 2024. مؤرشف من الأصل في 2024-10-01.
40. ↑  "إسرائيل: إيران أطلقت نحو 180 صاروخا خلال هجومها". صحيفة الأيام. 1 أكتوبر 2024. مؤرشف من الأصل في 2024-10-05.
41. ↑  Yerushalmy, Jonathan; Walters, Joanna; Lowe, Yohannes; Belam, Martin; Walters, Jonathan Yerushalmy (now); Joanna; Belam (earlier), Martin (1 Oct 2024). "Middle East crisis live: Netanyahu says 'Iran made a big mistake'; IDF launches fresh strikes on Beirut". the Guardian (بالإنجليزية البريطانية). ISSN:0261-3077. Archived from the original on 2024-10-01. Retrieved 2024-10-01.{{استشهاد بخبر}}:  صيانة الاستشهاد: أسماء متعددة: قائمة المؤلفين (link)
42. ↑  Peleg, Bar, Jonathan (1 Oct 2024). ""Israel Under Attack: Heavy Barrage of Rockets Fired from Iran"". Haaretz (بالإنجليزية البريطانية). Archived from the original on 2024-10-01. Retrieved 2024-10-01.
43. ↑  Sangal, Lex Harvey, Irene Nasser, Sana Noor Haq, Antoinette Radford, Maureen Chowdhury, Tori B. Powell, Aditi (1 Oct 2024). "Iran launches missile attack on Israel: Live updates". CNN (بالإنجليزية). Archived from the original on 2024-10-02. Retrieved 2024-10-02.{{استشهاد ويب}}:  صيانة الاستشهاد: أسماء متعددة: قائمة المؤلفين (link)
44. ↑  ""Iran fires barrage of ballistic missiles at Israel"". Reuters (بالإنجليزية). 1 Oct 2024. Archived from the original on 2024-10-01. Retrieved 2024-10-02.
45. ↑  "Iran fires at least 180 missiles into Israel as regionwide conflict grows". AP News (بالإنجليزية). 1 Oct 2024. Archived from the original on 2024-10-01. Retrieved 2024-10-02.
46. ↑  "إيران استخدمت صواريخ "فتاح" فرط صوتية.. أي أهداف طالت في إسرائيل؟". التلفزيون العربي. 1 أكتوبر 2024. مؤرشف من الأصل في 2024-10-02. اطلع عليه بتاريخ 2024-10-04.
47. ↑  Millen, Riley (1 أكتوبر 2024). ""Iran appears to have used its most advanced missiles in the attack on Israel"". نيويورك تايمز. مؤرشف من الأصل في 2024-10-01. اطلع عليه بتاريخ 2024-10-01.
48. ↑  "أوجه الاختلاف بين هجوم أبريل وأكتوبر وكيف تخطت صواريخ إيران منظومة الدفاع الإسرائيلية والغربية". القدس العربي. مؤرشف من الأصل في 2024-10-03. اطلع عليه بتاريخ 2024-10-02.
49. ↑  Erem News - إرم نيوز (1 أكتوبر 2024)، "نفاطيم".. ما وراء الهجوم الإيراني على أهم قواعد إسرائيل؟، مؤرشف من الأصل في 2024-12-28، اطلع عليه بتاريخ 2024-10-02
50. ↑  AlQahera News -  القاهرة الإخبارية (1 أكتوبر 2024)، لحظة سقوط صواريخ إيرانية على مطار نفاطيم العسكري الإسرائيلي في بئر سبع، مؤرشف من الأصل في 2024-10-02، اطلع عليه بتاريخ 2024-10-02
51. ↑  الوسط، بوابة. "شاهد.. لحظة القصف الإيراني لمطار نيفاتيم". Alwasat News. مؤرشف من الأصل في 2024-10-01. اطلع عليه بتاريخ 2024-10-02.
52. ↑  العربي - أخبار (1 أكتوبر 2024)، مشاهد لسقوط عشرات الصواريخ على قاعدة نيفاتيم جنوب إسرائيل، مؤرشف من الأصل في 2024-10-09، اطلع عليه بتاريخ 2024-10-02
53. 1 2  "ما مدى تأثير الهجوم الإيراني على إسرائيل؟.. مشاهد تكشف الحقيقة (فيديو)". مصراوي.كوم. مؤرشف من الأصل في 2024-10-01. اطلع عليه بتاريخ 2024-10-02.
54. ↑  انفجارات ضخمة .. مشاهد تحبس الأنفاس للحظة سقوط صواريخ إيرانية على تل أبيب، مؤرشف من الأصل في 2025-02-21، اطلع عليه بتاريخ 2024-10-02
55. ↑  لحظة سقوط أعداد كبيرة للصواريخ الإيرانية على بئر السبع بإسرائيل، اطلع عليه بتاريخ 2024-10-02
56. ↑  AlJazeera Arabic  قناة الجزيرة (1 أكتوبر 2024)، عشرات الصواريخ الإيرانية وصفارات الإنذار تدوي في جميع أنحاء إسرائيل، مؤرشف من الأصل في 2024-11-27، اطلع عليه بتاريخ 2024-10-02
57. ↑  مشاهد توثق حفرة عميقة خلفها سقوط صاروخ إيراني على إسرائيل، اطلع عليه بتاريخ 2024-10-02
58. ↑  سقوط الصواريخ الإيرانية على أراضي مدن إسرائيلية، مؤرشف من الأصل في 2025-02-20، اطلع عليه بتاريخ 2024-10-02
59. ↑  "مشاهد لسقوط الصواريخ الإيرانية على إسرائيل". سكاي نيوز عربية. مؤرشف من الأصل في 2024-10-05. اطلع عليه بتاريخ 2024-10-02.
60. ↑  العربي - أخبار (1 أكتوبر 2024)، إسرائيل.. سلسلة انفجارات ضخمة في قاعدة تل نوف الجوية بفعل سقوط الصواريخ الإيرانية، مؤرشف من الأصل في 2024-12-25، اطلع عليه بتاريخ 2024-10-02
61. ↑  شاهد.. لحظة سقوط الصواريخ الإيرانية على قاعدة عسكرية إسرائيلية جنوب إسرائيل، مؤرشف من الأصل في 2025-01-04، اطلع عليه بتاريخ 2024-10-02
62. ↑  "إيران ترد ... مشاهد لمئات الصواريخ تضرب إسرائيل..(فيديوهات)". RT Arabic. مؤرشف من الأصل في 2024-10-05. اطلع عليه بتاريخ 2024-10-02.
63. ↑  "الهجوم الإيراني على إسرائيل.. هكذا عاشت غزة الليلة الاستثنائية". palinfo.com. 2 أكتوبر 2024. مؤرشف من الأصل في 2024-10-07. اطلع عليه بتاريخ 2024-10-02.
64. ↑  "MSN". www.msn.com. مؤرشف من الأصل في 2024-10-07. اطلع عليه بتاريخ 2024-10-02.
65. ↑  "إقرار إسرائيلي باستهداف قاعدتين جويتين". التلفزيون العربي. 4 أكتوبر 2024. مؤرشف من الأصل في 2024-10-07. اطلع عليه بتاريخ 2024-10-05.
66. ↑  "إغلاق المجالات الجوية بإسرائيل ودول بالمنطقة بعد الهجوم الصاروخي الإيراني". الجزيرة. 1 أكتوبر 2024. مؤرشف من الأصل في 2024-10-05. اطلع عليه بتاريخ 2024-10-01.
67. ↑  "Security cabinet meeting will be held at 7:30 p.m. in bunker in Jerusalem". The Jerusalem Post | JPost.com (بالإنجليزية). 1 Oct 2024. Archived from the original on 2024-10-02. Retrieved 2024-10-01.
68. ↑  "Estia plan 'fully operational', evacuees from Lebanon and Israel arriving in by air and sea". cyprus-mail.com (بالإنجليزية). 2 Oct 2024. Archived from the original on 2024-10-07. Retrieved 2024-10-02.
69. ↑  "Iran threatens 'crushing attacks' if Israel responds". France 24 (بالإنجليزية). 1 Oct 2024. Archived from the original on 2024-10-04. Retrieved 2024-10-01.
70. ↑  "Khamenei remains in secure location after missiles fired at Israel, says senior Iranian official". Reuters. 1 أكتوبر 2024. اطلع عليه بتاريخ 2024-10-01.
71. ↑  "إيران تعلق الرحلات الجوية في مطار طهران الدولي". صحيفة الرأي. 1 أكتوبر 2024. مؤرشف من الأصل في 2024-10-03. اطلع عليه بتاريخ 2024-10-01.
72. ↑  "Israel vows 'consequences' for Iran after missile barrage". POLITICO (بالإنجليزية البريطانية). 1 Oct 2024. Archived from the original on 2024-10-07. Retrieved 2024-10-02.
73. ↑  "نتنياهو"يتوعد" إيران بسبب الهجوم الصاروخي: "ستدفع الثمن"". CNN Arabic. 1 أكتوبر 2024. مؤرشف من الأصل في 2024-10-08. اطلع عليه بتاريخ 2024-10-02.
74. ↑  "IDF chief says Israel 'will choose when to exact the price' in response to Iran attack". Times of Israel. 1 أكتوبر 2024. مؤرشف من الأصل في 2024-10-05. اطلع عليه بتاريخ 2024-10-02.
75. ↑  "حركة حماس: الرد الإيراني انتقام لدماء الشهداء ورسالة قوية للصهاينة". اليوم السابع. 1 أكتوبر 2024. مؤرشف من الأصل في 2024-10-07.
76. ↑  "حماس تشيد بالضربات الصاروخية الإيرانية "البطولية"". سويس إنفو. 1 أكتوبر 2024. مؤرشف من الأصل في 2024-10-07.
77. 1 2  "أبو عبيدة يشيد بالهجوم الإيراني وحماس والجهاد ترحبان". قناة الجزيرة. 1 أكتوبر 2024. مؤرشف من الأصل في 2024-10-05.
78. ↑  "فتح الانتفاضة: نبارك الرد الإيراني الذي شكل لحظة تاريخية في مسار الصراع مع الكيان الصهيوني". وكالة تسنيم الدولية للأنباء. 1 أكتوبر 2024. مؤرشف من الأصل في 2024-10-07.
79. ↑  "لجان المقاومة في فلسطين: نبارك الرد الإيراني الصاعق الذي استهدف عمق الكيان الصهيوني". وكالة الأنباء اليمنية سبأ. 1 أكتوبر 2024. مؤرشف من الأصل في 2024-10-07.
80. ↑  "أخبار عاجلة - الميادين". قناة الميادين. مؤرشف من الأصل في 2024-10-07.
81. ↑  ""الأحرار": الرد الإيراني الطريقة الأنجح لردع الاحتلال". صحيفة السبيل. 1 أكتوبر 2024. مؤرشف من الأصل في 2024-10-07.
82. ↑  "Iran launches more than 180 ballistic missiles at Israel". BBC news (بالإنجليزية). 1 Oct 2024. Archived from the original on 2024-10-01. Retrieved 2024-10-01. {{استشهاد ويب}}: النص "عنوان"Iran fires barrage of ballistic missiles at Israel"" تم تجاهله (help)
83. ↑  Holland, Steve; phil (1 Oct 2024). ""US sees indications of imminent Iranian missile attack on Israel"". Reuters (بالإنجليزية). Archived from the original on 2024-10-02. Retrieved 2024-10-01.{{استشهاد ويب}}:  صيانة الاستشهاد: أسماء متعددة: قائمة المؤلفين (link)
84. ↑  "US condemns Iran attack on Israel as major escalation". Reuters. 2 أكتوبر 2024. مؤرشف من الأصل في 2024-10-01. اطلع عليه بتاريخ 2024-10-02.
85. ↑  "State Department calls on the whole world to condemn Iran's "brazen actions". Times of Israel. 2 أكتوبر 2024. مؤرشف من الأصل في 2024-10-05. اطلع عليه بتاريخ 2024-10-02.
86. ↑  "Starmer condemns Iran's missile attack and vows to stand with Israel". The Independent (بالإنجليزية). 1 Oct 2024. Archived from the original on 2024-10-03. Retrieved 2024-10-01.
87. ↑  Kelly, Cait; Wind, Emily; Wind (earlier), Emily (2 Oct 2024). "Gold Coast high school students hospitalised after eating mushroom gummies – as it happened". the Guardian (بالإنجليزية البريطانية). ISSN:0261-3077. Retrieved 2024-10-02.
88. ↑  "++ إيران تعلن انتهاء هجومها الصاروخي وإسرائيل تتوعد بالرد ++ – DW – 2024/10/1". dw.com. مؤرشف من الأصل في 2024-10-03. اطلع عليه بتاريخ 2024-10-02.
89. 1 2  "EU condemns Iran's missile attack and reiterates its 'commitment to the security of Israel'". euoporter. 2 أكتوبر 2024. مؤرشف من الأصل في 2024-10-03. اطلع عليه بتاريخ 2024-10-02.
90. ↑  "France helps down Iran missiles, Germany sees risk of region ablaze". Reuters. 2 أكتوبر 2024. مؤرشف من الأصل في 2024-10-02. اطلع عليه بتاريخ 2024-10-02.
91. ↑  "Germany condemns Iranian missile attack on Israel, urges immediate halt". The Jerusalem Post | JPost.com (بالإنجليزية). 1 Oct 2024. Archived from the original on 2024-10-04. Retrieved 2024-10-02.
92. ↑  NEWS، KYODO. "BREAKING NEWS: Japan PM strongly condemns Iran's missile strike on Israel". Kyodo News+. مؤرشف من الأصل في 2024-10-02. اطلع عليه بتاريخ 2024-10-02.
93. ↑  "UN chief condemns 'broadening of Middle East conflict' amid Iranian attacks against Israel". www.aa.com.tr. مؤرشف من الأصل في 2024-10-01. اطلع عليه بتاريخ 2024-10-02.
94. ↑  "غوتيريش يدين التصعيد وإسبانيا ترفض قرار إسرائيل اعتباره "غير مرغوب فيه"". الجزيرة. 2 أكتوبر 2024. مؤرشف من الأصل في 2024-10-07. اطلع عليه بتاريخ 2024-10-03.

#### بالإنجليزية
1. ↑  "Iran denies giving aid to Hizbullah". The Jerusalem Post (بالإنجليزية). 28 Jul 2006. Archived from the original on 2024-04-18. Retrieved 2006-07-28.